# 高岸輝
髙岸 輝（たかぎし あきら、1971年- ）は、日本の美術史学者・東京大学教授。博士（美術）(2000年3月 東京藝術大学)。
日本美術史、特に中世絵画史が専門。

## 経歴
アメリカ合衆国イリノイ州生まれ。1994年東京芸術大学美術学部芸術学科卒業。1996年東京芸術大学大学院美術研究科修士課程修了。1998年国華賞受賞（「当麻寺奥院所蔵『十界図屏風』の研究」）。2000年東京芸術大学大学院美術研究科博士後期課程修了、『初期土佐派を中心とする南北朝・室町前期やまと絵の研究（博士論文）』を提出し、博士（美術）の学位取得。
プリンストン大学美術考古学部客員研究員、大和文華館学芸部部員、東京工業大学准教授、東京大学准教授を経て、現在、東京大学大学院人文社会系研究科基礎文化研究専攻教授（兼）文化資源学研究専攻教授（兼）附属次世代人文学開発センター人文情報学部門教授。
このほか、2011年ハイデルベルク大学東アジア美術史研究所客員教授、2017年コロンビア大学バーク日本美術研究センター客員教授 など。

## 受賞歴
1998年国華賞（「当麻寺奥院所蔵『十界図屏風』の研究」に対して）、2011年日本学術振興会賞 （「室町時代における絵巻の制作と享受に関する研究」に対して）、2024年メセナアワード2024優秀賞（「ボストン美術館 日本美術総合調査・図録・派遣研究者へのオーラルアーカイブ」に対して）

## 著書

### 単著
- 『室町王権と絵画 : 初期土佐派研究』京都大学学術出版会 、2004年
- 『室町絵巻の魔力 : 再生と創造の中世』吉川弘文館 、2008年
- 『中世やまと絵史論』吉川弘文館 、2020年

### 共編・監修
- 『槻峯寺建立修行縁起絵巻 大覚寺縁起絵巻 : 大覚寺開基一四〇〇年記念出版 』編著、月峯山大覚寺 、2005年
- 『日本美術史』山下裕二共同監修、美術出版社 、2014年
- 『天皇の美術史 3 乱世の王権と美術戦略：室町・戦国時代』黒田智共編著、吉川弘文館、 2017年
- 『「月次祭礼図屏風」の復元と研究 : よみがえる室町京都のかがやき』 岩永てるみ、阪野智啓、小島道裕共編著、思文閣出版、 2020年
- 『日本美術のつくられ方 : 佐藤康宏先生の退職によせて』 板倉聖哲共編著、羽鳥書店 、2020年
- 『ボストン美術館 日本美術総合調査図録』辻惟雄、アン・ニシムラ・モース共同監修、中央公論美術出版 、2022年
- 『万物流転―語られるイメージと時間― 』監修、高松市歴史資料館 、2023年

## WEB記事
- 作者不明《日月山水図屏風》循環する宇宙のエネルギー──「髙岸輝」（artscape）
- 絵巻「一遍聖絵」から見えたオフィスの未来は“遊行”（ビジネス＋IT）
- 『天皇の美術史』刊行記念鼎談（吉川弘文館）
- 鹿島美術財団・ボストン美術館　日本美術共同調査インタビュー（鹿島美術財団）
- 人文学のAI活用広がる　くずし字解読、絵画資料分析も（日本経済新聞）
- 学内にある主な作品を3人の研究者が座談解説　東京大学美術作品展（東京大学広報誌「淡青」38号）

## 書籍紹介
- 京都大学学術出版会（『室町王権と絵画 : 初期土佐派研究』）
- 美術出版社（『日本美術史』）
- 美術検定（『日本美術史』）
- UTokyoBiblioPlaza（『天皇の美術史』）
- UTokyoBiblioPlaza（『日本美術のつくられ方 : 佐藤康宏先生の退職によせて』）
- UTokyoBiblioPlaza（『中世やまと絵史論』）
- UTokyoBiblioPlaza（『ボストン美術館 日本美術総合調査図録』）

## 業績
- researchmap
- ciniibooks
- J-GROBAL
- KAKEN